# Flavia Freidenberg
Flavia Daniela Freidenberg (Santa Teresita, Provincia de Buenos Aires, Argentina, 13 de noviembre de 1973) es una politóloga y periodista argentina y española, investigadora del Instituto de Investigaciones Jurídicas, de la Universidad Nacional Autónoma de México. Sus líneas de investigación se orientan al análisis de las elecciones, partidos y sistemas de partidos, reformas electorales, e instituciones informales. Gran parte de su trabajo se orienta al estudio de los obstáculos que enfrentan las mujeres cuando quieren hacer política, y analizar la representación política en América Latina.
En junio del 2016, junto con un grupo de colegas, creó la Red de Politólogas #NoSinMujeres.

## Educación
Flavia Freidenberg se formó inicialmente como periodista en el Taller Escuela Agencia (TEA) y finalizó sus estudios en 1994. Estudió Ciencia Política en la Universidad de Belgrano, donde obtuvo la licenciatura en 1996. Se trasladó a España donde se graduó como máster en Estudios Latinoamericanos por la Universidad de Salamanca en 1999 y obtuvo su doctorado en 2001 en la misma casa de estudios.

## Trayectoria profesional
Finalizada su formación académica en España, se desempeñó como profesora e Investigadora de la Universidad de Salamanca desde 2002, y tuvo a su cargo la dirección del Instituto Universitario de Iberoamérica durante el período 2012-2015.
Además, fue directora y editora de América Latina Hoy, Revista en Ciencias Sociales,  y fundadora del grupo de investigación Partidos y Sistemas de Partidos en América Latina de la Asociación Latinoamericana de Ciencia Política. 
En 2015 se trasladó a México y se incorporó al Instituto de Investigaciones Jurídicas de la UNAM. Por otra parte, es profesora de política comparada del Posgrado en Ciencias Políticas y Sociales, y miembro del Padrón de Tutores de la Facultad de Derecho de la misma universidad.
Entre 2016 y 2019 fue editora asociada de Política y Relaciones Internacionales de Latin American Research Review, la revista de la Asociación de Estudios Latinoamericanos (LASA), y desde ese mismo año, junto a un grupo de colegas coordina la Red de Politólogas - #NoSinMujeres. Además, es Coordinadora del Observatorio de Reformas Políticas de América Latina.

## Publicaciones
Flavia Freidenberg es autora de varios libros sobre partidos en América Latina, las reformas electorales y la representación política vinculada a la inequidad de género.
- Los retos institucionales y políticos para impulsar la democracia paritaria en Chiapas (1ª edición). IEPCCH-UACH. 2018. ISBN 978-0-9862237-9-2. Documento elaborado para su discusión en el Foro “Diálogos para Fortalecer el Marco Constitucional y Legal del Proceso Electoral en Chiapas 2017-2018: Democracia Paritaria”.[19]
- Cuando la ciudadanía toma las riendas. Desafíos de las candidaturas independientes (1ª edición). México: TEPJF. 2017. ISBN 978-607-708-422-8. Tribunal Electoral del Poder Judicial de la Federación. Comentarios a las Sentencias del Tribunal Electoral.[20]
- El sistema político ecuatoriano (2ª edición). FLACSO Ecuador. 2017. ISBN 9789978674611. En coautoría con Simón Pachano.[21]
- Herramientas para el análisis de la sociedad y el estado (1ª edición). EUDEBA - Editorial Universitaria de Buenos Aires. 2015. ISBN 978-950-23-2411-1. Obra colectiva.
- Lecturas para el estudio de la sociedad y el Estado (1ª edición). EUDEBA - Editorial Universitaria de Buenos Aires. 2014. ISBN 978-950-23-2262-9. Obra colectiva.
- Voces Cruzadas: Actores, Instituciones y Ciudadanía en América Latina (1ª edición). Editorial Académica Española. 2011. ISBN 978-3-8465-7145-3. En coautoría con Rodrigo Rodrigues-Silveira y Juan Mario Solís Delgadillo.[22]
- El sueño frustrado de la gobernabilidad: instituciones, actores y política informal en Ecuador. Barcelona: CIDOB edicions. Abril de 2008. ISSN 1697-7688. Documentos CIDOB Serie: América Latina.[23]
- La tentación populista: una vía al poder en América Latina (1ª edición). Madrid: Síntesis. 2007. ISBN 9788497569286. Reseñado en varias publicaciones especializadas.[24]
- Medios de Comunicación y Opinión Pública (1ª edición). Mc Graw Hill. 2007. ISBN 978-84-481-5676-3. En coautoría con Orlando D'Adamo y Virginia García Beaudoux.[25]
- Reformas económicas y consolidación democrática en América Latina (1ª edición). Madrid: Síntesis. 2006. ISBN 9788497564267. En coautoría con Manuel Alcántara, Ludolfo Paramio y José Déniz.[26] Reseñado en varias publicaciones especializadas.[27]
- Jama, caleta y camello - Las estrategias de Abdalá Bucaram y el PRE para ganar elecciones (1ª edición). Quito: Corporación Editora Nacional. 2003. ISBN 9978-84-321-3. Biblioteca de Ciencias Sociales - 52.[Nota 1]
- Selección de candidatos y democracia interna en América Latina (1ª edición). Asociación Civil Transparencia (Peru). 2003. ISBN 9972-9776-1-7. Biblioteca de la Reforma Política.[28]
- Los dueños del poder: los partidos políticos en Ecuador (1978-2000) (1ª edición). FLACSO, Sede Ecuador. 2001. ISBN 9978-67-066-1. En coautoría con Manuel Alcántara.[29]
- Medios de comunicación - Política y opinión pública: una imagen, ¿vale más que mil palabras? (1ª edición). Editorial de Belgrano (Buenos Aires). 2000. ISBN 978-950-577-285-8. En coautoría con Virginia García Beaudoux y Orlando D'Adamo.

Su trabajo incluyó la edición de publicaciones especializadas en los temas vinculados a sus líneas de investigación.